# Хасковлии
Тази страница е списък на известни личности, свързани с град Хасково.

## Родени в Хасково
- Александър Паскалев (1879 – 1946), издател, общественик и меценат, бащата на модерното книгоиздаване в България
- Ана Маймункова (1878 – 1925), деец на учителските синдикати, активист на БКП
- Антонио Кръстев (1961 – 2002), двукратен световен и двукратен европейски шампион по вдигане на тежести
- Аню Ангелов (р. 1942), военен деец и политик, министър на отбраната (2010 – 2013)
- Асен Златаров (1885 – 1936), химик, професор, общественик
- Аспарух Лешников (1897 – 1978), шлагерен певец, тенор, известен като „Рицарят на горното Фа“
- Атанас Ванчев дьо Траси (р. 1940), българо-френски поет и преводач, носител на орден Стара Планина, почетен гражданин на Хасково
- Богдан Вълев, деец на ВМОРО, четник на Михаил Даев[1]
- Бойдю Петков Иробалиев, български революционер от ВМОРО, четник на Лука Иванов[2]
- Бончо Балабанов (1859 – 1939), военен деец, инспектор на артилерията през Балканската война
- Георги Димитров Азалиев (? – след 1913), български революционер, секретар на четата на Димо Николов[3]
- Георги Кордов (1934 – 2006), поп певец с големи заслуги в областта на музиката, многократно награждаван, композитор, диригент и педагог
- Георги Черкелов (1930 – 2012), актьор
- Григор Димитров (р. 1991), тенисист, носител на шампионските титли на Уимбълдън и US Open през 2008 за младежи
- Григор Пасков (1870 – 1954), фотограф и издател
- Димитър Инкьов (1932 – 2006), писател и журналист
- Желю Минчев (1888 – 1972), български оперен певец
- Желю Иванов, български революционер от ВМОРО, четник на Петър Ангелов[4]
- Захари Николов, деец на ВМОРО, четник на Михаил Даев[1]
- Захария Проданов (1879 – ?), деец на ВМОРО, участник в Илинденско-Преображенското въстание в 1903 година[5]
- Иван Желев (р. 1944), богослов, директор на Дирекция „Вероизповедания“ на Министерски съвет
- Иван Нейков (р. 1955), юрист, министър на труда и социалната политика (1997 – 2001)
- Илия Добрев (1942 – 2016), актьор, известен с ролята си на Васил Левски
- Илка Александрова, народна певица (р. 1954)
- Калин Бояджиев (1905 – 1968), архитект
- Мамин Колю (1880 – 1961), борец за свободата на българите в Македония и Тракия
- Михаил Минчев (1853 – 1891), общественик, революционер, първият кмет на Хасково (1878)
- Моско Москов (1927 – 2001), езиковед, проф. д. ф. н.
- Надя (р. 1982), бивша попфолк певица
- Недялка Симеонова (1901 – 1959), цигуларка
- Никола Ив. Нешов, български революционер от ВМОРО, четник на Лука Джеров[6]
- Петър Ангелов (1878 – 1923), революционер от ВМОРО
- проф. Стефан Димитров – керамик (6.IX.1871 – 25.VIII.1937)
- Пламен Пеев (р. 1958), актьор
- Росен Петков (р. 1967), експерт в областта на дигиталните изкуства
- Румен Сербезов (р. 1939), дипломат, политик
- Сава Киров (1893 – ?), български дипломат и политик, министър на външните работи и изповеданията (1943)
- Симеон Стоянов (1937 – 2002), поет, по негов текст е известната песен „Среща“ на Щурците
- Станимир Стоилов (р. 1967), футболист и треньор
- Стефан Ив. Калайджиев, революционер от ВМОРО, четник на Никола Иванов[7]
- Таню Николов (1873 – 1947), деец на националноосвободителното движение на българите в Македония и Тракия
- Тенчо Банев (р. 1980), баскетболист
- Теню Делчев, български революционер от ВМОРО, четник на Христо Цветков[8]
- Тодю Русинов, български революционер от ВМОРО, четник на Тане Николов[9]
- Юри Юнаков (р. 1958), саксофонист
- Есил Дюран (р. 1969) - попфолк и джаз певица
- Христо Бисеров - "сивият кардинал" на СДС при Иван Костов, по-късно "ковчежникът" на ДПС.
- Асен Василев - финансов министър  от 2023 г. Един от двамата ръководители на "Продължаваме промяната".
- Делян Добрев - бивш министър на енергетиката в правителдтвата на ГЕРБ.

## Починали в Хасково
- Ангел Кукдалев (1879 – 1924), политик
- Георги Христов (1876 – 1964), революционер, общественик, краевед

## Други личности, свързани с Хасково
- Симеон Хаджитошев ( ? – 1933), български търговец, родом от град Щип, установил се в град Хасково, привърженик на Иван Михайлов, убит от протогеровисти във вила "Русалка" - Банкя [10]
- Ангел Бонев (1929), стопански деятел, извършва дейност в Хасково
- Динко Атанасов (1920 – 1988), антифашист и общественик
- Митьо Ганев (1900 – 1925), четник, член на БКП
- Михаил Савов (1857 – 1928), военен и обществен деец, министър на войната (1891 – 1894; 1903 – 1908), учи в града
- Симеон Василев (1961), журналист, завършва гимназия в града
- Румен Радев (р. 1963), 5-и президент на Република България, завършва гимназия в града

## Неясни
- Димитър Русев, джаз китарист
- Костадин Карамитрев (1932), председател на Съюза на тракийските дружества в България от 1990 г.
- Пюзант Касабян (1941), лекар, спортист, председател на Българската федерация по бадминтон